# Kościół św. Stanisława Kostki w Wałdowie
Kościół szachulcowy pw. św. Stanisława Kostki w Wałdowie – rzymskokatolicki kościół filialny parafii pw. Miłosierdzia Bożego w Piaszczynie.

## Historia
Poewangelicki kościół pw. św. Świętego Stanisława Kostki wybudowano w 1716 roku. Zbudowany został z fundacji rodziny von Massow. Następnie przebudowany w XVIII i XIX wieku. Kruchta i zakrystia dobudowano w 1957 roku. Świątynia została erygowana jako rzymskokatolicka 11 października 1957. 10 września 2002 roku na mocy decyzji kurii diecezji koszalińsko–kołobrzeskiej przeniesiono parafię z Wałdowa do Piaszczyny, a tym samym kościół w Wałdowie przestał być kościołem parafialnym na rzecz Kościoła pw. Miłosierdzia Bożego w Piaszczynie. Plebania w Wałdowie została sprzedana w ręce prywatne. Granice parafii nie uległy zmianie.

## Architektura
Kościół szachulcowy o konstrukcji słupowo–ramowej, salowy, bez wyodrębnionego z nawy prezbiterium, zamknięty trójbocznie z zakrystią na osi. Kruchta od frontu nawy. Wieża frontowa osadzona na nawie, zwieńczona iglicowym hełmem. W wieży znajdują się dwa dzwony, pierwszy odlany w 1626 roku przywieziono ze Świeszyna, drugi pochodzi z 1862 roku. Dach jednokalenicowy, poddany wraz z wieżą gruntownej renowacji ze zmianą poszycia w 2012 roku. 

## Wyposażenie
Wewnątrz znajduje się chór muzyczny z prospektem organowym z XVIII wieku. Ołtarz główny w stylu barokowym pochodzi z 1717 roku. W pierwszej połowie XX wieku został znacznie okrojony. W kościele znajduje się ambona z początku XVIII wieku i chrzcielnica z 1717 roku.

## Duszpasterze[5]
| ks. Jan Mientki          | 1957-1959                                                                               |
| ks. Tadeusz Kuśnierz     | 1959-1967                                                                               |
| ks. Józef Pałka          | 1967-1973                                                                               |
| ks. Włodzimierz Rogowicz | 1973-1987                                                                               |
| ks. Maciej Małecki       | 1987-1988                                                                               |
| ks. Kazimierz Lasota     | 1988-1992                                                                               |
| ks. Janusz Berezowski    | od 28 sierpnia 1992 do chwili obecnej (od 2002 przy Kościele parafialnym w Piaszczynie) |

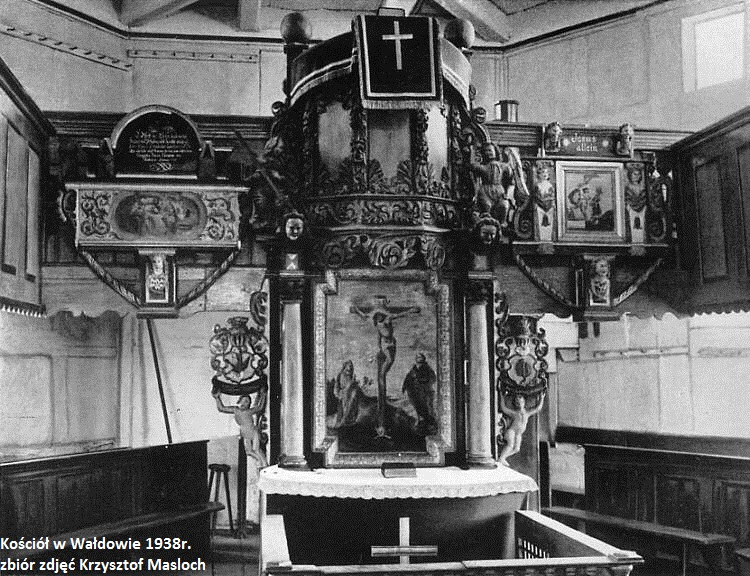
Ołtarz przed okrojeniem, 1938 rok
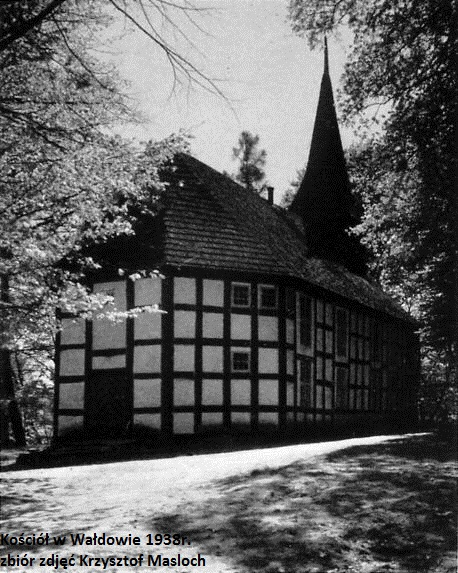
Widok na kościół od strony plebanii, 1938 rok
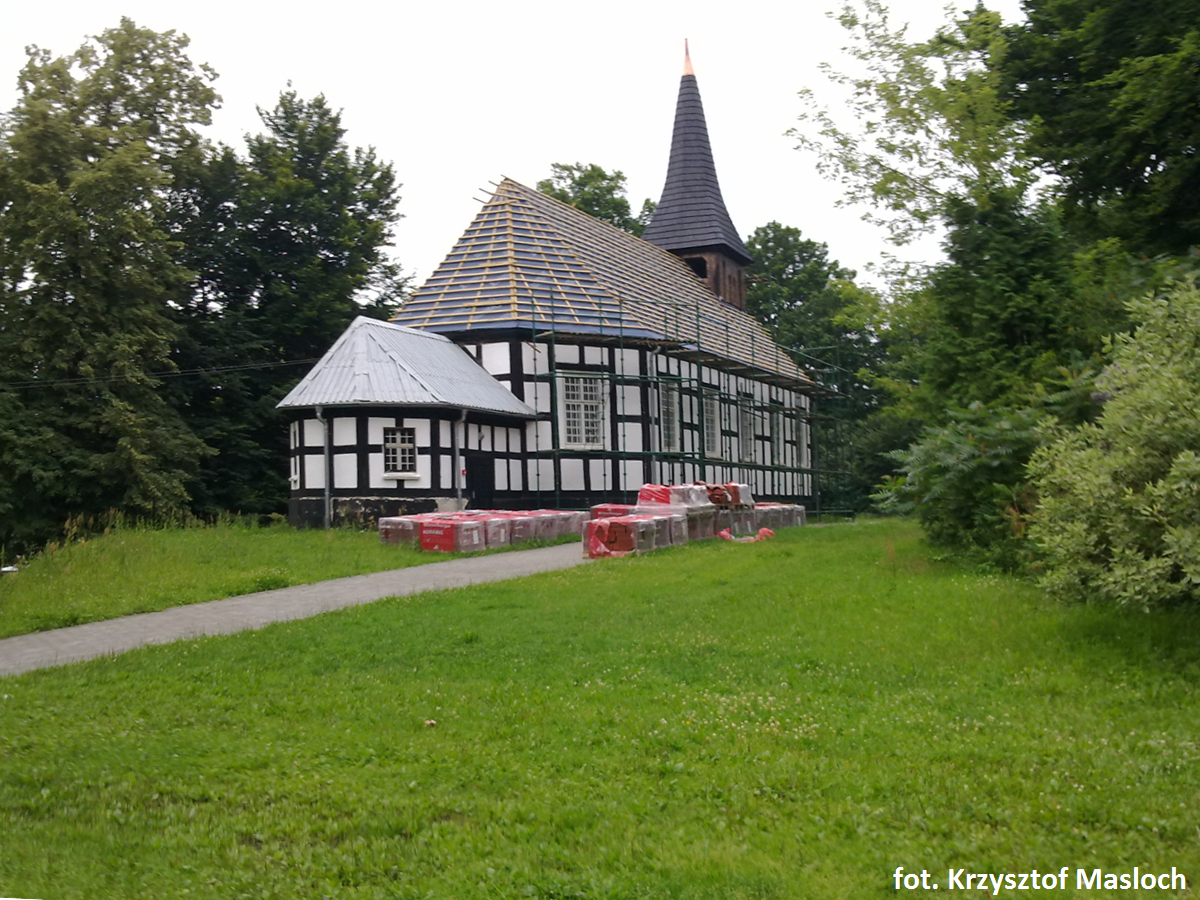
Kościół w trakcie renowacji w 2012 roku, widok od strony byłej plebanii
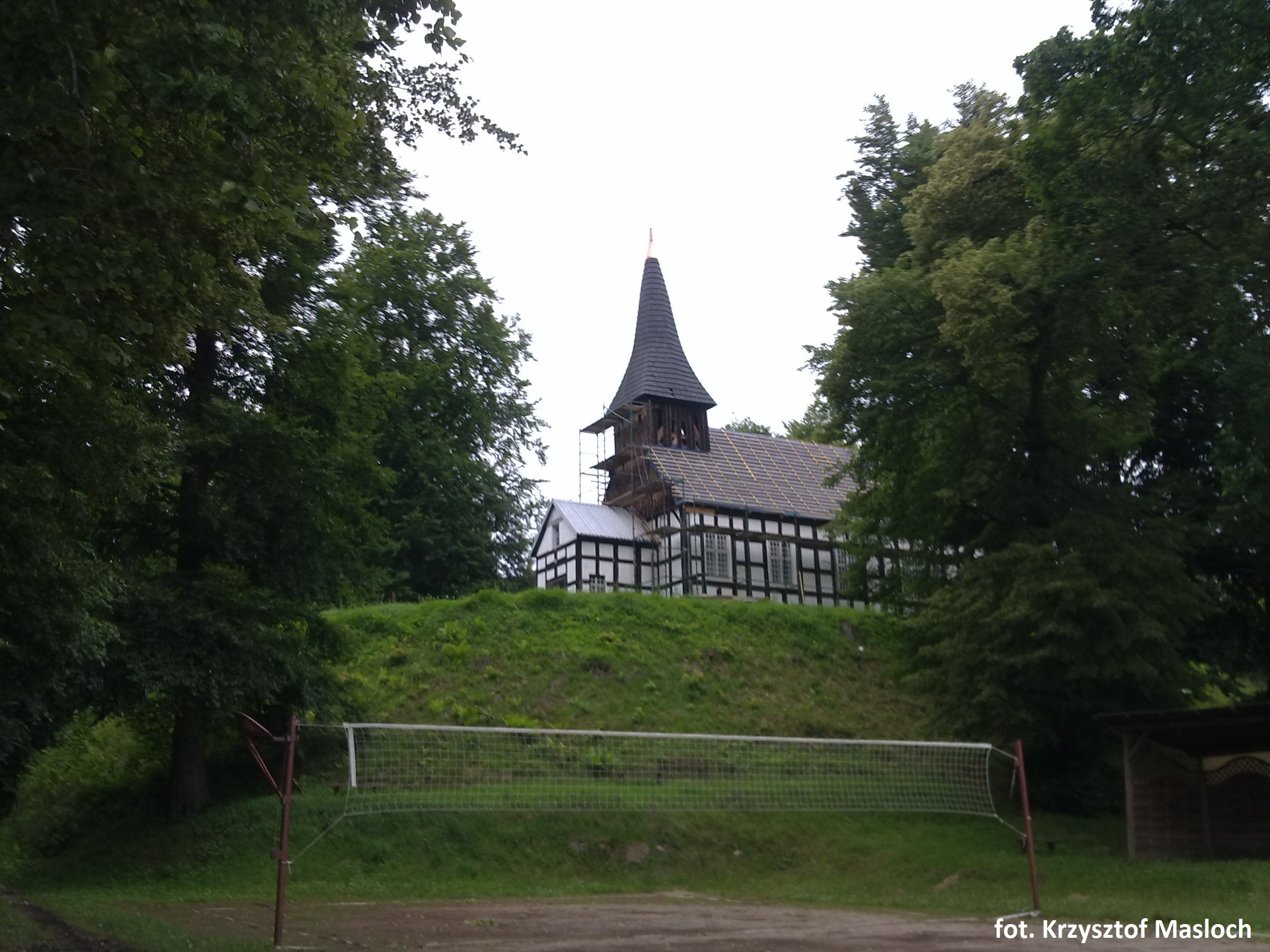
Kościół w trakcie renowacji w 2012 roku, widok od strony wsi